# Ценц, Тереза
Тереза Ценц (нем. Therese Zenz; 15 октября 1932, Мерциг — 22 октября 2019, там же) — немецкая гребчиха-байдарочница, выступала за сборные Саара, ФРГ и Объединённой Германии на всём протяжении 1950-х годов. Участница трёх летних Олимпийских игр, трёхкратный серебряный призёр Олимпийских игр, чемпионка мира, обладательница двух серебряных и одной бронзовой медалей чемпионатов Европы, победительница многих регат национального и международного значения. Также известна как тренер по гребле на байдарках и каноэ.

## Биография
Тереза Ценц родилась 15 октября 1932 года в городе Мерциге на земле Саар. В детстве играла в гандбол и занималась лёгкой атлетикой, однако в конечном счёте перешла в греблю на байдарках и каноэ. Проходила подготовку в коммуне Метлах в местном спортивном клубе «Кануфройде Метлах».
В возрасте девятнадцати лет благодаря череде удачных выступлений удостоилась права защищать честь страны на летних Олимпийских играх 1952 года в Хельсинки, где Саар выступал отдельной командой независимо от ФРГ. Стартовала здесь в зачёте одиночных байдарок на дистанции 500 метров, благополучно преодолела предварительный раунд, но в решающем заезде заняла последнее девятое место, отстав от победившей финки Сильви Саймо более чем на девять секунд. В 1954 году представляла Саар на чемпионате мира во французском Маконе и одержала победу в одиночках на пятистах метрах, обогнав всех своих соперниц (это первый и единственный случай в истории Саара, когда гражданин этой страны заслужил звание чемпиона мира).
После присоединения Саара к Германии Ценц вошла в основной состав западногерманской национальной сборной. В 1956 году она отправилась на Олимпийские игры в Мельбурне, где представляла так называемую Объединённую германскую команду, собранную из спортсменов ФРГ и ГДР. В итоге завоевала здесь серебряную медаль среди одиночных байдарок на пятистах метрах, уступив на финише только советской гребчихе Елизавете Дементьевой.
Став серебряным олимпийским призёром, Тереза Ценц осталась в основном составе гребной команды ФРГ и продолжила принимать участие в крупнейших международных регатах. Так, в 1957 году она побывала на чемпионате Европы в бельгийском Генте, откуда привезла две награды серебряного достоинства, выигранные в полукилометровых дисциплинах одиночек и двоек. Год спустя в тех же дисциплинах получила две бронзовые медали на мировом первенстве в Праге. Ещё через год на домашнем европейском первенстве в Дуйсбурге взяла ещё одну бронзу в двойках на пятистах метрах.

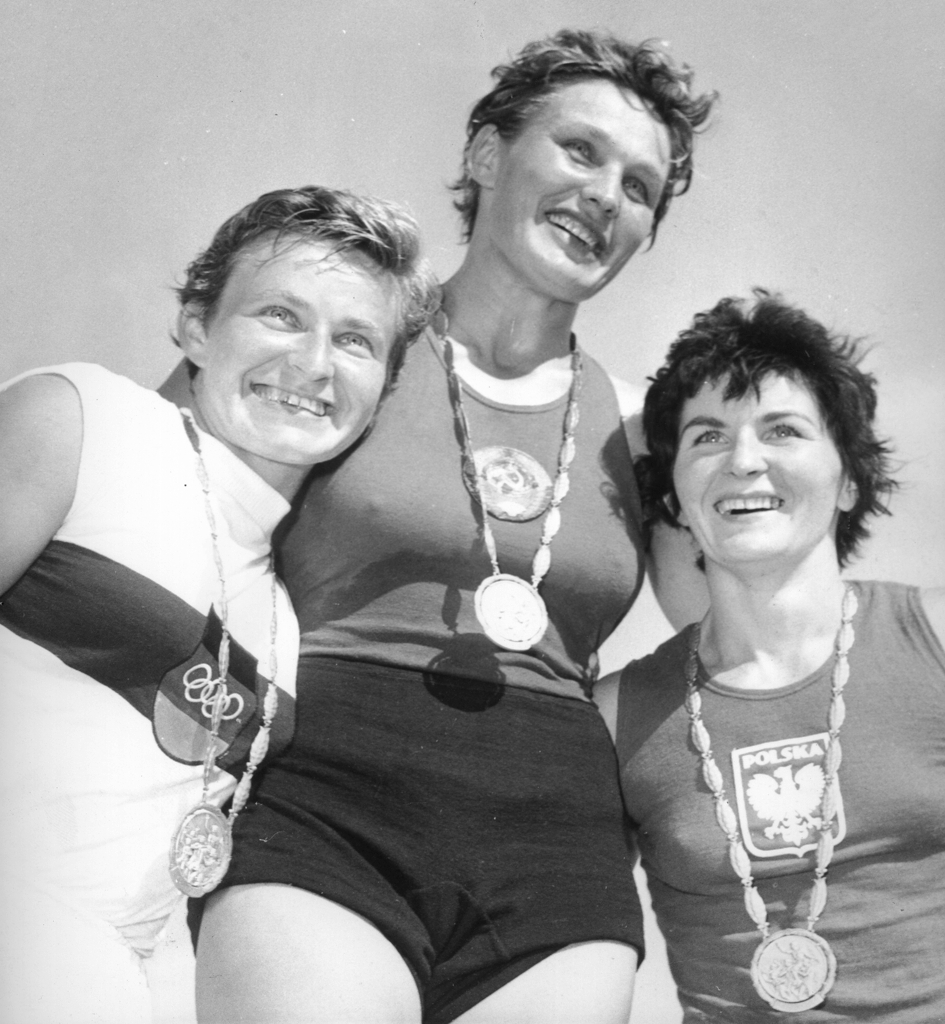
Тереза Ценц (слева) на пьедестале почёта Олимпиады 1960 года вместе с Антониной Серединой и Данелой Вальковяк

Будучи в числе лидеров западногерманской национальной сборной, благополучно прошла квалификацию на Олимпийские игры 1960 года в Риме, куда вновь поехала в составе Объединённой германской команды. В зачёте одиночных байдарок на пятистах метрах повторила достижение четырёхлетней давности, вновь стала серебряным призёром — на сей раз в финале её опередила представительница СССР Антонина Середина (разрыв между ними составил всего лишь 0,14 секунды, и для определения победительницы пришлось прибегнуть к фотофинишу). Также вместе с напарницей Ингрид Хартман выиграла серебро в вошедшей в олимпийскую программу дисциплине двухместных байдарок на пятистах метрах, где на финише вновь уступила советскому экипажу Антонины Серединой и Марии Шубиной. Вскоре по окончании этих соревнований приняла решение завершить карьеру спортсменки и перешла на тренерскую работу.
Уже в качестве тренера посетила Олимпийские игры 1964 года в Токио, где её подопечные Росвита Эссер и Аннемари Циммерман стали чемпионками в зачёте двухместных байдарок на пятистах метрах.